# Sasin (szczyt)
Sasin (883 m n.p.m., także: Sasanka, niem. Kohlberg) – niewybitny szczyt w Górach Bystrzyckich w masywie Jagodnej. Jego północnym zboczem przechodzi Autostrada Sudecka.
Szczyt (zbudowany z granitognejsów) leży na europejskim dziale wodnym. Z południowego zbocza wypływa Tartaczny Potok. Góra porośnięta jest lasami świerkowo-bukowymi regla dolnego. Poniżej nich rozciągają się użytki rolne. Istnieje tu jeden wyciąg narciarski (orczykowy) o długości 750 m i różnicy wysokości 130 m (przepustowość 500 osób na godzinę). Wyciąg zbudowany został w 1976 przez Zakłady Przemysłu Zapałczanego z Bystrzycy Kłodzkiej.  

## Szlaki turystyczne
Przez Sasin przechodzi szlak turystyczny:
- niebieski z Przełęczy Spalonej na Jagodną i do Przełęczy nad Porębą.